# Equus hemionus hemippus
Equus hemionus hemippus (сирійський кулан) — вимерлий підвид кулана, що мешкав на Аравійському півострові. Зустрічався на території сучасних Туреччини, Сирії, Ізраїлю, Йорданії, Саудівської Аравії та Ірака.

## Опис
Сирійський кулан був заввишки всього один метр у холці, що робить його найдрібнішим сучасним представником кінських. Його забарвлення змінювалася відповідно до сезону: оливкове хутро влітку до блідо-жовтого пісочного взимку. Як і інші кулани він славився своєю неприборканістю і походив на породистого коня силою і красою

## Екологія

### Дієта
Сирійські кулани — травоїдні ссавці, живилися травою, а також листям чагарників і дерев.

### Природні вороги
Сирійські кулани були однією з головною здобиччю азійських левів що мешкали колись на Аравійському півострові. Леопард аравійський, гієна смугаста, вовк аравійський та тигр каспійський також полювали на цих куланів. Гепард азійський, можливо, полював на лошат сирійського кулана.

## Історія
Європейські мандрівники на Близькому Сході в XV і XVI століттях повідомляли, що бачили великі табуни сирійських куланів
. 
Проте, їх чисельність сильно скоротилась за XVIII і XIX століття через надмірне полювання. 
Потім сирійські кулани серйозно постраждали через Першу світову війну. 
Останній дикий представник підвиду був застрелений у 1927 році біля оази Азрак в Йорданії, а останній, що жив у неволі, віслюк помер у тому ж році у зоопарку Шенбрунн у Відні
.

## Відновлення популяції куланів в ареалі сирійського кулана
Після зникнення сирійського кулана іранський кулан був обраний як відповідний підвид, щоб замінити вимерлого сирійського кулана на Близькому Сході. Цих куланів переселили в охоронювані райони Саудівської Аравії і Йорданії. Крім того, іранських куланів, разом з туркменськими, завезли в Ізраїль, де обидва підвиди схрещуються у заповіднику Хай-Бар Йотвата.